# Rhadinaea montana
Rhadinaea montana är en ormart som beskrevs av Smith 1944. Rhadinaea montana ingår i släktet Rhadinaea och familjen snokar. Inga underarter finns listade i Catalogue of Life.
Denna orm förekommer i nordöstra Mexiko i bergstrakten Sierra Madre Oriental. Arten lever i regioner mellan 1500 och 1800 meter över havet. Den vistas i skogar med tallar och ekar, i gräsmarker och på jordbruksmark. Rhadinaea montana besöker ofta fuktiga platser. Honor lägger ägg.
Beståndet hotas av landskapsförändringar. Rhadinaea montana är sällsynt. IUCN kategoriserar arten globalt som starkt hotad.